# Weissia curvirostris
Weissia curvirostris là một loài Rêu trong họ Pottiaceae. Loài này được (Hedw. ex Brid.) Müll. Hal. miêu tả khoa học đầu tiên năm 1849.